# Vehículo de guiado automático

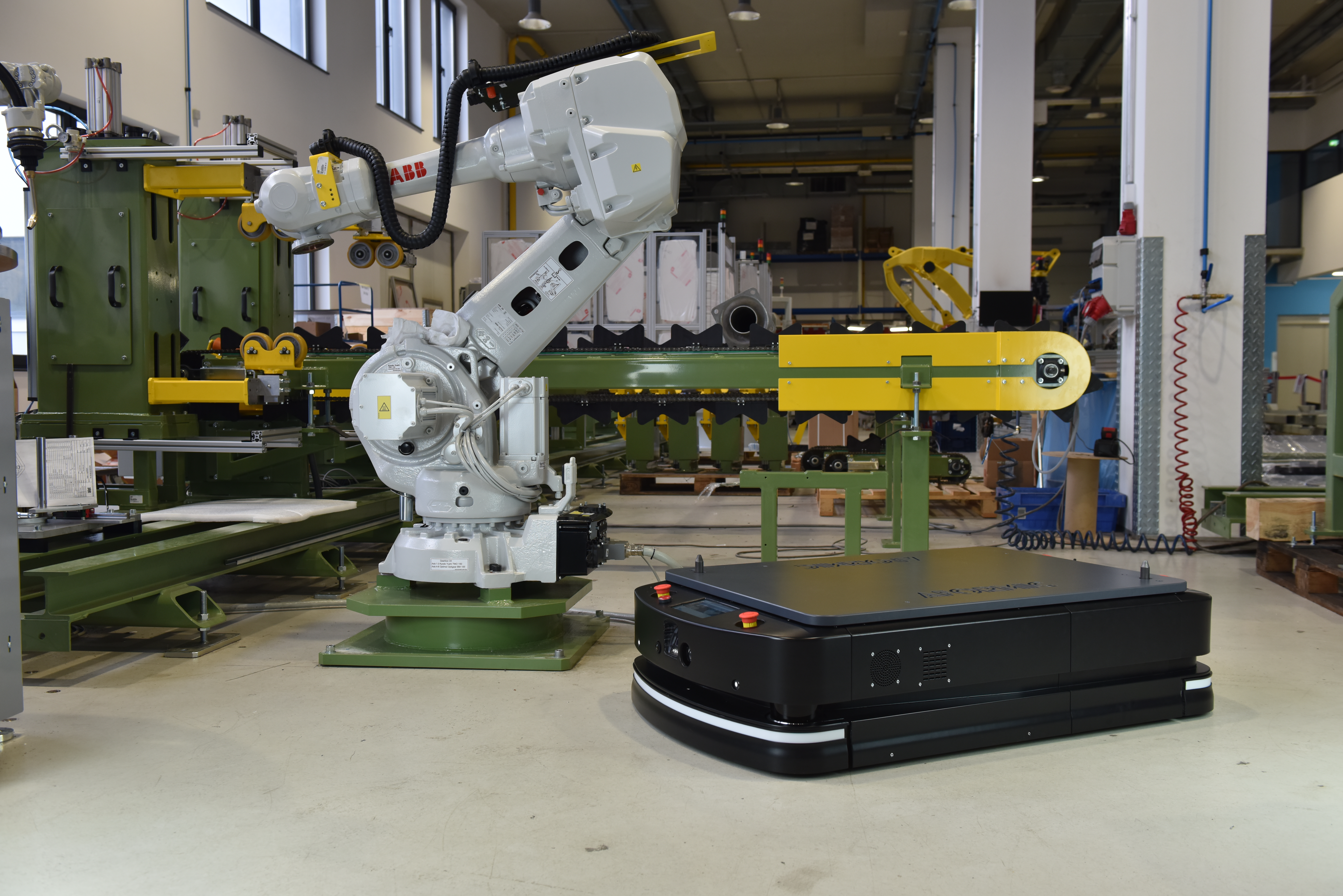

AGV se corresponden con las siglas de Automatic Guided Vehicle (o Automated Guided Vehicle), es decir, vehículo de guiado automático. Estos son un tipo de robots móviles que se encuentran en entornos industriales.
Los sistemas de AGV tienen sus comienzos en 1954, cuando la compañía Barret Electronic de Northbrook, Illinois, U.S.A, se vio en la necesidad de diseñar un vehículo de remolque guiado por un cable ubicado en el suelo para una empresa de alimentos.
Este primer vehículo precisaba de cable que, enterrado en el suelo de la fábrica, creaba un campo magnético que servía de guía al vehículo. Poco a poco, se han ido incorporando al mundo industrial a la vez que crecían en aplicaciones y sofisticación.
La crisis de principios de los noventa, y el elevado coste de los modelos iniciales, desaceleraría durante unos años su implantación. Pasada esta recesión la electrónica progresó y se crearon estándares de seguridad, lo que amplió y diversificó a los usuarios de AGV. A partir del estallido del comercio electrónico los vehículos de guiado automático volvieron a ganar protagonismo, con empresas como Amazon, que en 2018 disponía de más de 100.000 robots. Asi mismo, en 2005 se introdujeron los carts, una variante más sencilla y asequible de AGV ya partir de 2007 aparecieron nuevos modelos más flexibles, capaces de evitar obstáculos, que a menudo se llaman robots autónomos móviles o AMR, del inglés autonomous mobile robot. En 2007 el mercado de los AGV estaba valorado en 900 millones de dólares.
El uso de los AGVs en la industria, e incluso en el sector servicios (como guía u otras aplicaciones) proporciona una gran flexibilidad, aumenta la eficiencia, y evita la exposición del personal a tareas potencialmente peligrosas. 
Los AGV pueden tener diferentes tipos de chasis según la tarea que deban realizar, por ejemplo elevadores o remolcadores, y generalmente se mueven con motores alimentados por baterías eléctricas. Como hemos mencionado anteriormente, para orientarse disponen de sistemas de odometría, y a menudo marcadores magnéticos u ópticos en el suelo, que les guían por una ruta predefinida. También tienen instalados distintos sensores de seguridad, que detectan obstáculos y detienen el robot hasta que haya vía libre.
Actualmente, AGV son de gran uso en la industria de la aviación, la del automóvil, papel y metal, hospitales y generales en cualquier sistema transporte y almacenamiento. AGV también se usa para mantener orden y seguridad, trabajando continuamente cerca de forma impecable en áreas estrechas o bastante 24 concurridas por otros objetos o personas. Las colisiones, desplomes y daños normalmente son eliminados virtualmente utilizando este tipo de vehículos.

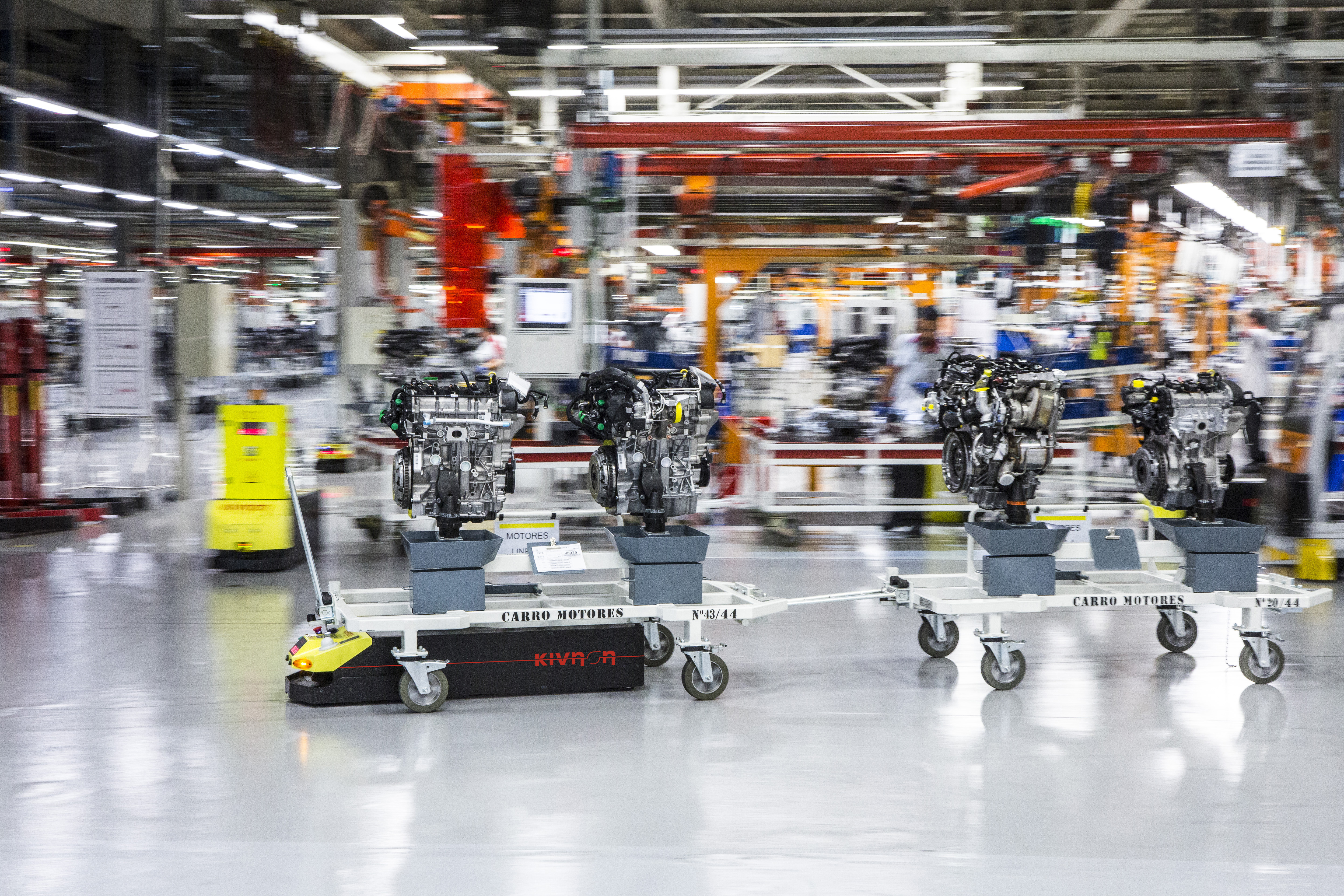
AGV transportando un carro en almacén

## Descripción
Los sistemas de AGV, de manera simplificada, representan un vehículo que se mueve de manera automática, sin conductor. Los sistemas de AGV están concebidos para la realización del transporte de materiales, especialmente en tareas repetitivas y con alta cadencia. Este sistema garantiza el transporte de materiales en una ruta predeterminada, de manera ininterrumpida y sin la intervención directa del hombre.

### Componentes
- Host: se encarga de la generación de órdenes, sobre la base de la comunicación establecida con los Datos capturados en planta y con el sistema de gestión del cliente, ERP o WMS.
- Gestor de órdenes: recibe las órdenes generadas, las trata y reordena persiguiendo la máxima optimización del sistema y respetando las prioridades del cliente.
- Control de tráfico: asigna las órdenes a cada AGV del sistema y vigila su correcto cumplimiento.
- AGVs: son los encargados de ejecutar las órdenes y de realizar el movimiento físico de la mercancía.

## AGV
En los vehículos, a su vez, se pueden diferenciar las siguientes características.

### Mecánica base
Por mecánica base se entiende la forma y propiedades en términos de potencia que tiene el vehículo y que dependerán de la función que éste vaya a desarrollar. Esta mecánica puede ser estándar, utilizando la mecánica de máquinas ya existentes en el mercado, o bien a medida, especialmente diseñada para una tarea concreta.

### Sistema de alimentación por baterías
Los AGV obtienen la energía para realizar los movimientos de un sistema de baterías. 
Pueden utilizar:
- Baterías de plomo ácido: Son las más empleadas por su larga vida, rendimiento y los numerosos ciclos de recarga que soportan.
- Batería de gel: Se emplean en aplicaciones en las que se quiere realizar la carga en caliente de las baterías y el desprendimiento de hidrógeno no está permitido en las zonas de movimiento donde se realiza la carga: salas limpias, zonas explosivas, zonas no dotadas de una ventilación adecuada.
- Baterías de Níquel Cadmio o Níquel metal hidruro: Se emplean en AGV con mecánicas a medida en aplicaciones en las que el tiempo de recarga de baterías debe de ser muy corto para poder trabajar de forma continuada.

La carga de baterías, a su vez, se puede realizar de varias formas:
- Cambio manual: El AGV se desplaza a un punto donde está ubicada una mesa de cambio de batería. Un operario extrae la batería y desplaza la mesa de cambio para introducir en el AGV la batería cargada.
- Cambio automático: El AGV se desplaza a un punto donde está ubicado un sistema de extracción automática de la batería y nueva introducción automática de la batería cargada.
- Carga en caliente: El vehículo se desplaza a un punto donde se conecta al cargador de baterías automáticamente sin necesidad de apagar el AGV. Este sistema está dotado de una gestión avanzada que permite saber con exactitud la carga de la batería y regular la curva de carga del cargador para optimizar la carga de la batería minimizando el envejecimiento prematuro de la misma.
- Carga por inducción: El vehículo realiza carga en movimiento aprovechando movimientos operativos en su circuito, gracias al campo magnético creado por un hilo (normalmente enterrado) y que es recibido por un neutro instalado en la AGV. Este tipo de sistema de carga, si está calculado correctamente, puede llegar a eliminar por completo los tiempo de carga no operativos.

### Navegación
Para navegar, los vehículos AGV deben saber en qué posición están ubicados dentro del área de trabajo. Para ello tiende a usar coordenadas y orientación teniendo un punto de referencia. Para determinar estos valores, generalmente, se utilizan dos sistemas: odometría y marcadores/sensores.
La odometría, o dead reckoning, ayuda al robot a saber su ubicación gracias a sensores internos. En el caso de los vehículos de guiado automático se suelen utilizar codificadores rotativos en las ruedas y unidades de medida inercial. Sin embargo, estos sistemas son imprecisos: las ruedas pueden patinar o aplastarse según la carga, afectando a los codificadores rotativos, y las IMUs. Para solucionarlo, se utilizan sensores adicionales o marcadores. Los marcadores son puntos de referencia colocados en posiciones específicas del recorrido, conocidos por el robot, y que permiten corregir el error acumulado o incluso navegar sin odometría. Los sensores y marcadores más habituales son: cable inductivo, cinta magnética u óptica, puntos de anclaje magnéticos online o matriz, triangulación láser con reflectores y triangulación de radiofaros o GPS.

#### Metodos
1. Cable inductivo: Consiste en un hilo eléctrico enterrado a pocos centímetros de la superficie. Este cable suele estar alimentado a 10-100 milianperios, induciendo un campo magnético, y se pueden diferenciar rutas utilizando diferentes frecuencias, que suelen ser de 4-20 kilohercios. La diferencia de corriente entre bobinas, o voltaje entre sensores, sirve para determinar la desviación del cable y controlar los motores utilizando realimentación negativa.[11] Este método fue ampliamente usado en la segunda generación de AGV, a partir de la década de los 70, pero actualmente no es menos popular.[4][12]
2. Cinta magnética u óptica: Cinta ferromagnética pegada al suelo. A 10-30 mm el robot dispone de sensores magnéticos capaces de detectar los márgenes de la cinta y dirigir el robot. También se puede utilizar una cinta adhesiva, o pintura, de un color que contraste con el suelo. Diferentes sensores de radiación infrarroja o una cámara debajo del vehículo pueden detectar el color y seguir el cable.[4]
3. Puntos de anclaje magnéticos: En este caso, múltiples imanes permanentes o transpondedores son enterrados cada 1 o 10 m formando una línea o matriz. El robot se mueve utilizando la odometría, pero corrige el error utilizando estos marcadores de referencia.[12]
4. Triangulación láser: El robot dispone de un escáner láser a una altura elevada que gira constantemente. En determinados puntos de la fábrica existen unos reflectores y cuando dos haces de luz vuelven al escáner el robot es capaz de triangular su posición a partir de las distancias y ángulos.[12]
5. Triangulación por radiofaros o GPS: Generalmente, dentro de fábricas la señal no llega con suficiente intensidad y se instalan unos emisores de ondas de radio que el robot utiliza para triangular su posición.[4]

### Seguridades
Para certificar que los vehículos de guiado automático son seguros existen dos leyes principales: la EN 1525, en la Unión Europea, y el ANSI/ITSDF B56.5-2012, en Estados Unidos de América. Y es que los diferentes sistemas de los AGV están regulados por organismos legislativos y también existen guías con recomendaciones de asociaciones de estandarización y de ingeniería. Aunque la situación legal está sujeta a cambio constante, en la Unión Europea en 2015, las principales leyes reguladoras eran: las EN 1525, 3691-4, 954-1, 14121, 1175-1, 1175-2, 1175-3 , 982, 983 y las ISO 12100-1, 12100-2 y 13849-1, 13849-2. Las siguientes guías de la Asociación de Ingenieros Alemanes y el ASTM International también son destacables: las VDI 2510, 2710, 4452 y las F3200, F3244 y F3327.
A fin de garantizar la seguridad de las personas y objetos que conviven con los AGV, éstos incorporan distintos sistemas de seguridad.

#### Escáneres láser de seguridad
Se emplean para cubrir perimetralmente el área del AGV con diferentes campos de seguridad que varían con la velocidad. De esta forma el AGV reduce la velocidad cuando detecta presencia en una zona próxima y se detiene cuando la presencia es detectada en una zona más cercana. Este tipo de sistemas se utilizan fundamentalmente en interiores y en zonas que no tengan una gran concentración de polvo en suspensión. Este tipo de dispositivos de seguridad son fundamentales y obligatorios para cumplir las normativas pertinentes CE.

#### Bumpers/Parachoques
Se emplean en aplicaciones donde la velocidad no es muy elevada, en exteriores y para cubrir zonas del AGV que quedan desprotegidas por otros sistemas de seguridad.

#### Sensores de proximidad
Se emplean para detectar presencia y cubrir zonas específicas de la geometría del AGV.

#### Sensores de ultrasonidos
Se emplean para detectar presencia y reducir velocidad del AGV y complementan a los bumpers de seguridad en exteriores, dando lugar a una configuración de seguridad equivalente a la de los escáneres láser en interiores.

#### Sistemas de seguridad para el manejo de la carga
Distintos sistemas que detectan el estado de la carga, como por ejemplo, el arrastre de los palets (por ejemplo a causa de una tabla rota) en las maniobras de carga y descarga, evitando así potenciales situaciones susceptibles de accidente.

### Sistemas operativos
Son los encargados de tratar las señales recibidas de los sensores de guiado.

### Sistemas de comunicación vía radio
Hay varios sistemas de comunicación vía radio:
- Comunicación Wireless 802.11g.
  - Este tipo de comunicación vía radio es la más difundida a nivel mundial. Dispone de diversos sistemas de seguridad para el cifrado de datos de cara a garantizar la seguridad de las comunicaciones.
- Comunicación en banda estrecha (433 MHz, 868 MHz).
  - Este tipo de sistemas vía radio se emplean en aplicaciones en las que el layout es muy grande y una cobertura Wireless 802.11g es inviable por el número de puntos de acceso requeridos.

### Sistemas de diagnóstico
Permiten analizar el funcionamiento del AGV en cualquier momento de su vida. Reducen considerablemente el tiempo de resolución de incidencias y posibilitan que, en la mayoría de las ocasiones, se pueda resolver problemáticas de funcionamiento antes de que redunden en paradas físicas del AGV.

### Sistemas de guiado
Hay múltiples sistemas de guiado, convirtiendo a cada uno de ellos en idóneo para cada entorno concreto:
- Sistema de guiado láser por reflectores.
- Sistema de guiado láser por contorno
- Sistema de guiado por puntos magnéticos
- Sistema combinados (láser + puntos magnéticos)
- Sistema combinados (láser + láser de contorno)
- Sistema de guiado por banda magnética
- Sistema combinados (láser + banda magnética)
- Sistema combinados (láser + filoguiado)
- Sistema de guiado óptico
- Sistema de guiado por visión artificial (ver imagen)
- Sistema de guiado filoguiado

### Otros
- Velocidades y precisiones de movimiento
- Plataforma de desarrollo
- Entornos de trabajo
- Integración con el entorno
- Accesorios

## Uso previsto de los Vehículos de Guiado Automático (AGV)[14]
Si disponemos de uno de estos vehículos debemos tener claro exactamente qué operación se automatizará y cuál sera su uso. Aunque toda esta información se le debe transmitir a el sistema a partir del software, si lo aplicamos a un caso practico como el de carretillas automatizadas dentro de un almacén debemos realizarnos algunas preguntas como:
- ¿Las carretillas automatizadas se encargarán de transportar mercancías dentro del almacén del punto A al punto B o el proceso también incluye el almacenamiento en estanterías?
- ¿Cuál es el tiempo de funcionamiento de utilización del vehículo de guiado automático durante la jornada laboral?

El uso previsto de los equipos tiene un efecto significativo en la elección del tipo de AGV y en el equipamiento necesario en su almacén. 
En este caso otro elemento que deberíamos tener en cuenta seria las unidades de carga, ya que estas pueden ser complicadas de manipular, por diferentes aspectos como su forma, peso o tipología. Por ello debemos tener claro que como pauta general en cuanto más estándar sea la unidad, más fáciles de manipular para los vehículos AGV.